# Аделаїда
Аделаї́да — місто, столиця і промисловий центр Південної Австралії, порт у затоці Сент-Вінсент Індійського океану. Населення — 1093,2 тис. осіб (станом на 2004 рік). Підприємства машино- і автомобілебудування, хутряної, швейної, взуттєвої і різних галузей харчової промисловості. Залізничний вузол. Університет (заснований в 1874), музеї. В 90-х роках XX ст. поруч з Аделаїдою виник «Хай-тек-Сіті» — багатофункціональний технополіс з австралійськими і японськими науковцями.

## Географія
Аделаїда знаходиться на березі затоки Сент-Вінсент, на Аделаїдських рівнинах, на північ від півострова Флер'є, біля підніжжя гірського хребта Лофті. Для Аделаїди характерний середземноморський клімат. Більшість опадів випадає тут взимку (здебільшого в червні — до 80 мм). Влітку опади незначні і нечасті. Аделаїда — найсухіше з усіх великих міст Австралії. Заморозки тут рідкість, окрім хребта Лофті і деяких частин Аделаїдських пагорбів.

## Економіка
Провідні галузі — переробка нафти, кораблебудування, виробництво електроустаткування, медичного обладнання і автомобілів, сфера послуг. Майже половину з усіх автомобілів, що виробляються в Австралії, збирають в Аделаїді. 70 % дослідницьких центрів і підприємств оборонної галузі зосереджені в Аделаїді: більшість у її передмісті Солсбері, поблизу військової бази Единбург, решта — в технологічному парку Аделаїди.
Середній дохід на одного працюючого в Аделаїді не відрізняється від аналогічного показника по країні, проте вартість життя і нерухомості тут значно нижча, ніж в інших великих містах Австралії.

## Транспортний вузол
З огляду на своє розташування в центрі південної частини Австралії, Аделаїда є важливим транспортним вузлом на перетині шляхів між сходом і заходом країни. В Аделаїді працює найновіших і найсучасніший в Австралії міжнародний аеропорт. Через порт Аделаїди проходить значна частина експортних вантажів Австралії.
Громадський транспорт в місті представлений системою приміських залізничних ліній, частково електрифікованою частково з використанням дизельних потягів. Також в місті існує трамвайна лінія та автобусні маршрути.

## Освітній центр
В Аделаїді функціонує Університет Аделаїди, заснований у 1874 році, а також Університет ім. Фліндерса (1966) і Університет Південної Австралії (1991). Крім того, місто вибрали для розміщення своїх філій американський університет Карнегі-Меллона (Коледж Хайнца), і британські Університет Кренфілда (Військовий коледж менеджменту і технологій) і Університетський коледж Лондона (факультет енергетики та ресурсів).

## Цікавинки і туризм
Аделаїда розташована в мальовничій місцевості на березі Індійського океану. Тут є художній і природничо-історичний музеї, консерваторія, обсерваторія, картинна галерея, багато парків і садів (у тому числі ботанічний сад Аделаїди та ботанічний сад Маунт-Лофті), зоопарк. Крім того, в Аделаїду туристів приваблює третій за величиною в Австралії острів, острів Кенгуру — заповідник дикої природи з колонією морських левів і добре придатним для риболовлі узбережжям. Чимало туристів приваблює і долина Баросса, — центр виноробства Австралії, — що лежить за кількадесят кілометрів від Аделаїди.

## Екологічна ситуація
На сайті «Світ туризму» про Аделаїду розповідається:
Одне з найбільших міст Південної Австралії в середині XIX століття було реконструйовано, і вже тоді взяло курс на озеленення. Зараз, дивлячись на кількість і розміри парків і зелених зон, здається, що Аделаїда побудована виключно для пішоходів і велосипедистів. Що характерно, влада не збирається на цьому зупинятися. У найближчі роки планується висадка ще 3 млн нових дерев. Населення підтримує таку політику і бере активну участь у різноманітних програмах з очищення та утилізації відходів.
(5 найчистіших міст світу / Світ туризму [Архівовано 18 вересня 2020 у Wayback Machine.])

## Населення
- 1958 — 544 000 (з передмістями)
- 1990 — 1 049 100
- 2001 — 1 072 585 (перепис населення)
- 2004 — 1 093 200
- 2014 — 1 304 631 (з передмістями)[10].

## Українці в Аделаїді
Перші українці приїхали до А. в липні 1948 з імігрантських таборів у Бонегілля (Bonegilla), Вік., і Батгерст (Bathurst), НПВ. Відробляючи дворічні контракти, чоловіки працювали, як правило, на залізниці, жінки в лікарнях і ресторанах. Пізніше більшість чоловіків знайшли працю в залізничних майстернях, автомобільній промисловості (фірми Holden і Chrysler Corporation) і в будівництві, жінки на електротехн. заводах (Філіпс), у виробництві домашнього обладнання. З поч. 1949 на працю до А., звільнившись з контрактів, почали напливати українці з долини річки Маррі (Беррі, Локстон), з міст Порт Авіуста, Порт Пірі, Мавнт Ґембієр. Більшість поселювалася на півн. захід від центру А., купуючи ділянки й ставлячи намети або гаражі, де жили до побудови хати. Плянування укр. організованого життя почалось навесні 1949. 15.5.1949 загальні збори українців А. засн. Українську Громаду Південної Австралії (УГ ПА), першу укр. громаду в Австралії, яка в 1957-62 побудувала, а потім тричі побільшувала нар. дім (Український Народний Дім ім. Т. Шевченка в Аделаїді). З 1949 в А. почав діягги хор "Гомін", друкувався тижневик "Єдність" (1950-55). З 1950 запрацював Український Театр Малих Форм і створено Союз Українок Південної Австралії. 1-ий крайовий з'їзд пластунів сеньйорів відбувся 1951 і після цього оформлено організацію Пласт в А. У 1951 створилася також організація молоді СУМ, організовано укр. спортове т-во "Лев". Тоді ж зорганізовано укр. школу (керівник Т. Пасічинський), яка в 1950-их pp. мала філії в дільницях А. - Оттовей, Енфілд і Роял Парк. Школа в 1962 мала 360 учнів і була найбільшою укр. школою в Австралії. При школі 1975 введено матуральні курси. У 1954 студентська молодь організувала Українську Студентську Громаду Південної Австралії. В А. діє НТШ, при якому існував мовно-літ. гурток. 1955 засн. Товариство Приятелів Творчости І. Зерова в Австралії. 1960 постала танц. група молоді "Коломийка". Роком пізніше засн. кредитову кооперативу "Говерля". На основі даних укр. парафій і статистики на весь стейт Південна Австралія можна стверджувати, що в А. 1990 проживало прибл. 4 тис. осіб укр. походження; в 1960-их pp.в м жило понад 2,5 тис. українців. Третя за величиною в Австралії укр. громада в А. загально вважається добре організованою. Хоча за кількістю українці А. не є найбільшою сх.-европ. етнічною групою, проте організаційно вони найбільш здиференційовані та мають найбільше установ (в 1960-их pp. понад ЗО). Гром. організації фін. забезпечені, але культ, життя за 40 pp. змінилося. Колись активний театр не діє, зате активні чотири аматорські хори: гром. - "Гомін", Союзу Українок - "Ластівка", молоді - "Каштани", старших - "Калина" , Ансамбль Бандуристів ім. Г. Китастого і танц. групи "Євшан" та "Гопак". Створено Товариство Українсько-Австралійських Ґрадуатів, Музей Українського Мистецтва і Пластовий Музей-Архів; виходить місячний журн. "Наша Громада", діє друкарня М. Цюрака. Пласт і СУМ тепер менш активні, ніж у минулому, хоча обидві організації мають власні великі площі (бл. 20 га) для таборів з будівлями за містом. Молодша генерація мовно асимілюється, до чого багато спричиняються мішані подружжя. В Аделаїдському Університеті Л. Ростек провадила 1990 курси укр. мови.
(І. Ващишин. Аделаїда // Енциклопедія української діяспори)

## Уродженці
- Джудіт Андерсон (1897—1992) — австралійська та американська акторка театру, кіно та телебачення.
- Мері Вейд (1928—2005) — австралійський палеонтолог.
- Чарлз Робін Ешвін (* 1930) — австралійський дипломат.
- Джон Квіґін (* 1956) — австралійський економіст.
- Рія Ріплі (* 1996) — австралійська професійна реслерка.